# Pepper Culpepper
Pepper Dagenhart Culpepper (* 1968) ist ein US-amerikanischer Politikwissenschaftler, der zur politischen Ökonomie forscht. Seit 2016 ist er als Professor an der University of Oxford tätig.

## Werdegang
Pepper Culpepper studierte Politikwissenschaft an der Duke University und erwarb dort 1990 einen Bachelorabschluss. Mit einem Marshall Scholarship nahm er anschließend an der britischen University of Oxford ein Masterstudium auf, das er 1992 mit einem Master of Letters abschloss. In den Vereinigten Staaten setzte er sein Studium an der Harvard University fort, an der er 1994 zunächst einen weiteren Masterabschluss in Politikwissenschaft erwarb und dort 1999 schließlich mit seiner Dissertationsschrift Rethinking reform: The politics of decentralized cooperation in France and Germany promoviert wurde. Während seiner Promotion war Culpepper unter anderem von 1995 bis 1996 als Gastwissenschaftler am Wissenschaftszentrum Berlin für Sozialforschung, 1996 am Centre de sociologie des organisations in Paris sowie 1997 als Fellow am American Institute for Contemporary German Studies in Washington, D.C.
Bereits ab 1998 hielt er eine Position als Assistant Professor an der Harvard Kennedy School und wurde dort 2003 zum Associate Professor befördert. Als Gastwissenschaftler hielt er sich zudem unter anderem 2003 am Laboratoire d’Économie et de Sociologie Du Travail des CNRS und der Universität des Mittelmeeres Aix-Marseille II sowie 2007 an der Universität Tokio auf.
2010 erhielt Culpepper eine Professur am Europäischen Hochschulinstitut in Florenz. 2011 war er zudem Gastprofessor an der École des hautes études en sciences sociales in Paris. 2016 kehrte er an die Universität Oxford zurück und wurde dort zunächst Professor am Trinity College, ehe er 2018 innerhalb der Universität an die Blavatnik School of Government und das Nuffield College wechselte.

## Forschung und Rezeption
In seiner Forschung beschäftigt sich Culpepper mit dem Verhältnis von Kapitalismus und Demokratie, schwerpunktmäßig insbesondere mit Prozessen der Wirtschafts- und Sozialpolitik sowie speziell der Bankenregulierung. Sein regionaler Fokus liegt dabei vor allem auf den Ländern Europas, besonders Deutschland, Frankreich und Großbritannien, sowie auf den Vereinigten Staaten und Japan.
Laut Google Scholar wurden die Veröffentlichungen Culpeppers bisher insgesamt ca. 5.900 Mal in anderen wissenschaftlichen Arbeiten zitiert, mit einem h-Index von 30. Seine meistzitierte Veröffentlichung ist dabei sein 2011 veröffentlichtes Buch Quiet Politics and Business Power, in dem er den Einfluss von Interessengruppen insbesondere bei politischen Themen, die nur wenig allgemeine Aufmerksamkeit erhalten, an den Fällen Deutschlands, Frankreichs, den Niederlanden sowie Japans untersuchte. Auf das Werk verweisen über 1.200 andere Arbeiten. Für das Buch wurde Culpepper 2012 zudem mit dem Stein-Rokkan-Preis für vergleichende sozialwissenschaftliche Forschung ausgezeichnet, der gemeinsam vom Internationalen Wissenschaftsrat, dem European Consortium for Political Research und der Universität Bergen vergeben wird.

## Werke (Auswahl)
Als Autor:
- Quiet Politics and Business Power: Corporate Control in Europe and Japan. Cambridge University Press, New York 2011.
- Creating Cooperation: How States Develop Human Capital in Europe. Cornell University Press, Ithaca 2003.

Als Herausgeber:
- Mit Peter A. Hall und Bruno Palier: Changing France: The Politics that Markets Make. Palgrave-Macmillan, New York 2006.
  - Französische Übersetzung: La France en Mutation 1980–2005. Presses de Sciences-Po, Paris 2006.
- Mit David Finegold: The German Skills Machine: Sustaining Comparative Advantage in a Global Economy. Berghahn Books, New York 1999.